# Converse (Unternehmen)
Converse ist ein 1908 gegründeter US-amerikanischer Sportartikelanbieter mit Firmensitz in Massachusetts, der heute zum ebenfalls US-amerikanischen Sportartikelhersteller Nike gehört.

## Geschichte
Marquis M. Converse gründete im Jahre 1908 in Malden, Massachusetts die Converse Rubber Shoe Company, die zunächst winterfestes Schuhwerk herstellte. Er begann seine Tätigkeit im Vulkanisierbetrieb und produzierte Reifen. Später wurden auch Schuhe aus Segeltuch in das Herstellungssortiment aufgenommen. Im Jahre 1917 brachte Converse den Basketballschuh Converse All Star auf den Markt. Durch diesen Schuh kam das typische Quietschen in das Spiel.
Im Jahre 1923 bekam der Sportschuh Converse All Star auf sein Gummiabzeichen die Unterschrift von Chuck Taylor, wodurch der Innovationsgeist der Basketball-Legende Taylor geehrt werden sollte. Daher wird dieses Schuhmodell auch vielerorts als „Chucks“ betitelt. Ebenfalls 1923 entwarf Converse die Schuhe für die Basketballmannschaft New York Renaissance. Jack Purcell, ein berühmter Badminton-Star, entwarf 1935 einen neuen Wettkampfschuh für das Badminton-Spiel.
Um die Kriegsanstrengungen zu unterstützen, entwickelte Converse im Jahre 1942 überwiegend die Fliegerstiefel A6 Flying Boot. Der Oxford, eine niedrigere Version des Converse All Star, wurde im Jahre 1966 entwickelt, und nur acht Jahre später, im Jahre 1974, kam der Converse One Star, ein niedriger Wettkampf-Basketballschuh, auf den Markt.
Bei den Olympischen Sommerspielen 1984 zählte Converse zu den offiziellen Sponsoren. Bereits seit dem Jahre 1936 trugen die Spieler in allen olympischen Basketball-Medaillenspielen Schuhe von Converse. Der Weapon kam im Jahre 1986 auf den Markt. Mit diesem neuen Schuh und der Kampagne „Choose your Weapon“ stellte sich Converse dem Konkurrenzkampf der 1980er-Jahre.
Ein Nachfahre des berühmten All Star, der All Star 2000, dessen Patch aus Leder ist, wurde von Converse im Jahre 1996 auf den Markt gebracht und sofort nach dem Verkaufsstart 1.000.000 mal verkauft. 2003 kaufte die Sportmarke Nike Converse für rund 305 Millionen Dollar auf.
Vom Converse Chuck Taylor All Star, einem der erfolgreichsten Schuhe dieser Zeit, wurden bis heute über 600 Millionen Paare verkauft.

## Bildergalerie

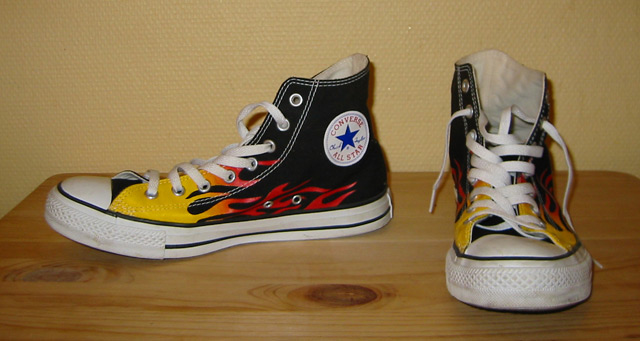
Der Basketballschuh Converse All Star von Converse, ein seit 90 Jahren millionenfach, in mannigfaltigem Design, verkaufter Schuh
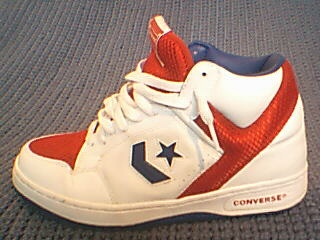
Converse Weapon – ein beliebter Basketballschuh der 1980er Jahre
Altes Converse-Logo
Altes Converse-Logo
Altes Converse-Logo mit Stern

## Kulturelle Rezeption
Im 1971 veröffentlichten Kultroman Fear and Loathing in Las Vegas beschreibt Hunter S. Tompson weiße Chucks als Teil seines Outfits. Diese sind auch in der gleichnamigen Romanverfilmung von 1998 zu sehen. 
In der Serie Das A-Team trägt Murdock auch Converse-all-star-Schuhe. Auch die Ramones trugen oft Converse all-stars. Zu den bekanntesten „Chuck-trägern“ gehört auch Avril Lavigne, die mehr als 100 Paar Converse All Stars besitzt.
Heutzutage werden vor allem die All Stars von Converse nicht mehr zum Basketball, sondern als modischer Kultschuh auf der Straße getragen. Obschon Converse als Hersteller von Basketballschuhen mittlerweile von Firmen wie Nike übertroffen worden ist, stellt die Firma nach wie vor Basketballschuhe und modische Sportkleidung her.
Converse wird in einigen Filmen namentlich und bildlich erwähnt z. B. in dem Film I, Robot mit Will Smith.

### Sneaker
- Classic Chuck
- Chuck 70
- One Star
- Jack Purcell
- Limited Edition
- Run Star

### Bekleidung
- Converse
- Essentials
- Limited Edition
- CONS

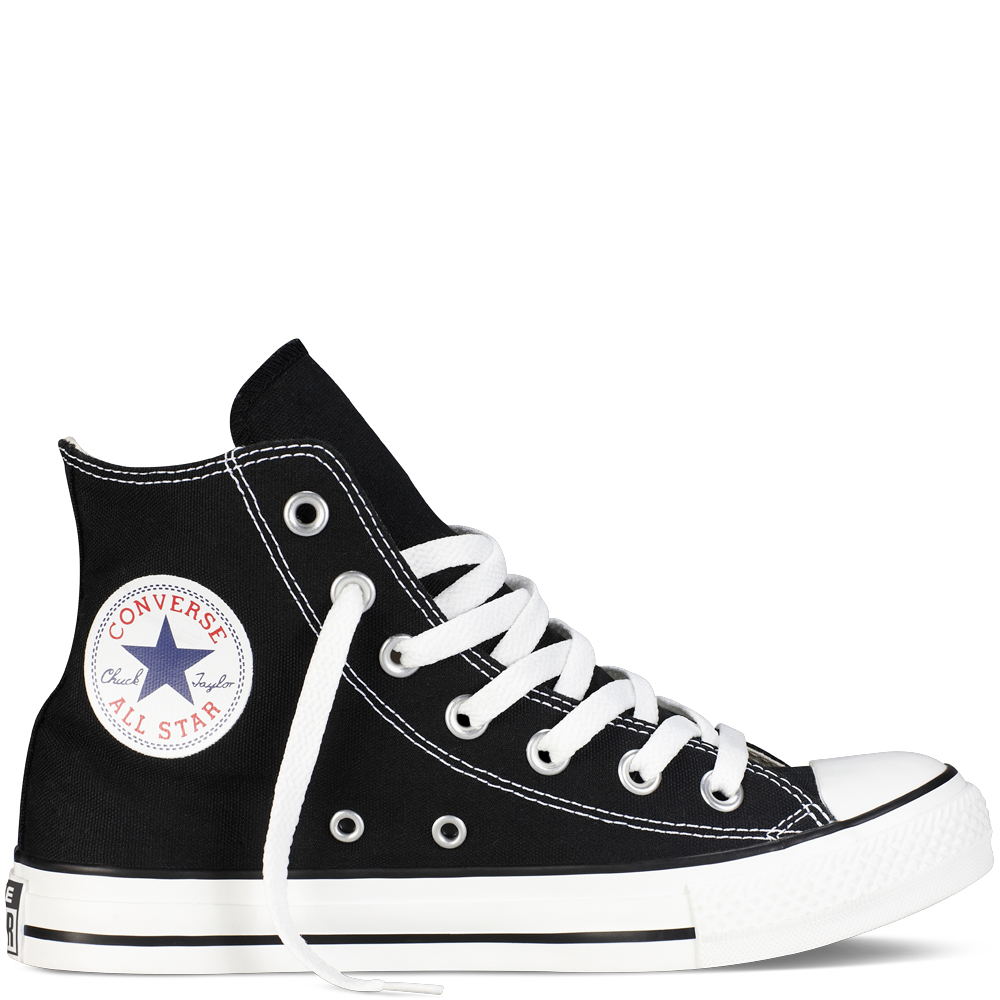
Klassischer Chuck Taylor All Star
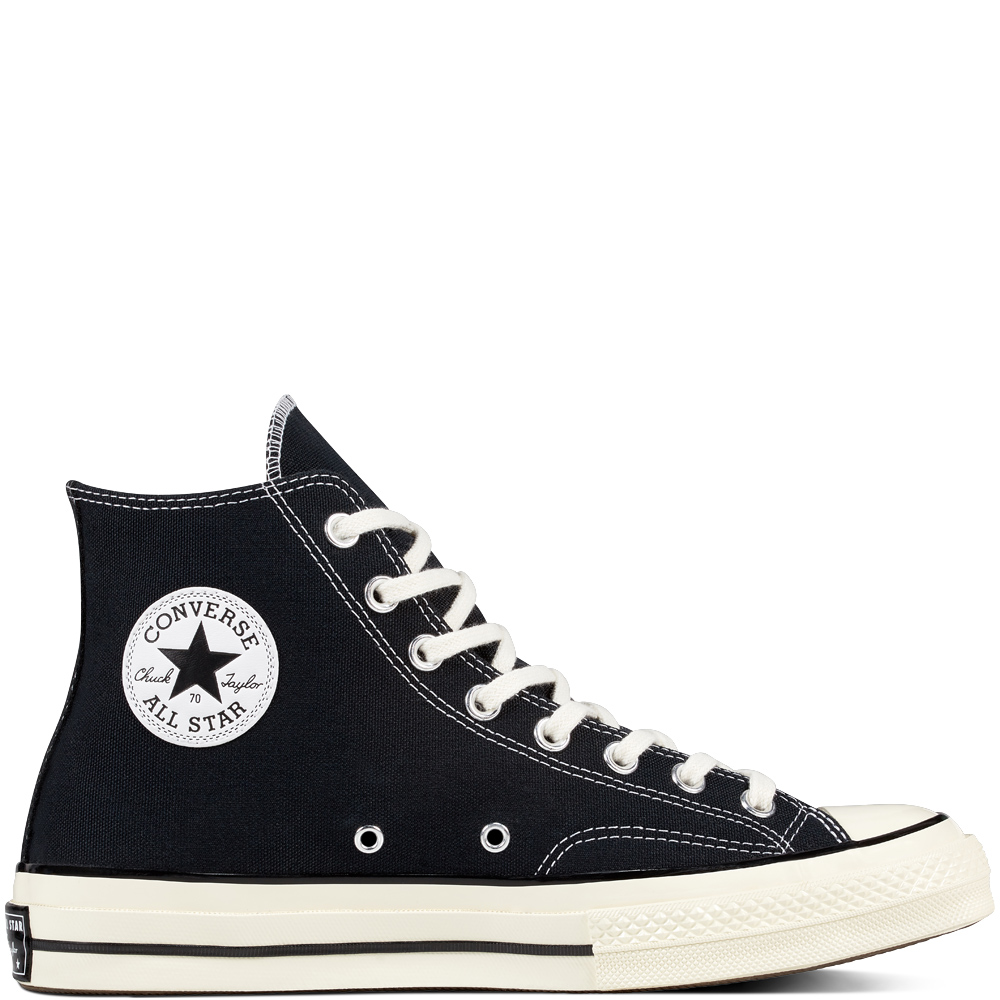
Chuck 70. Converse bezeichnet diese Version des Chuck Taylor All Stars als Premium Chuck.
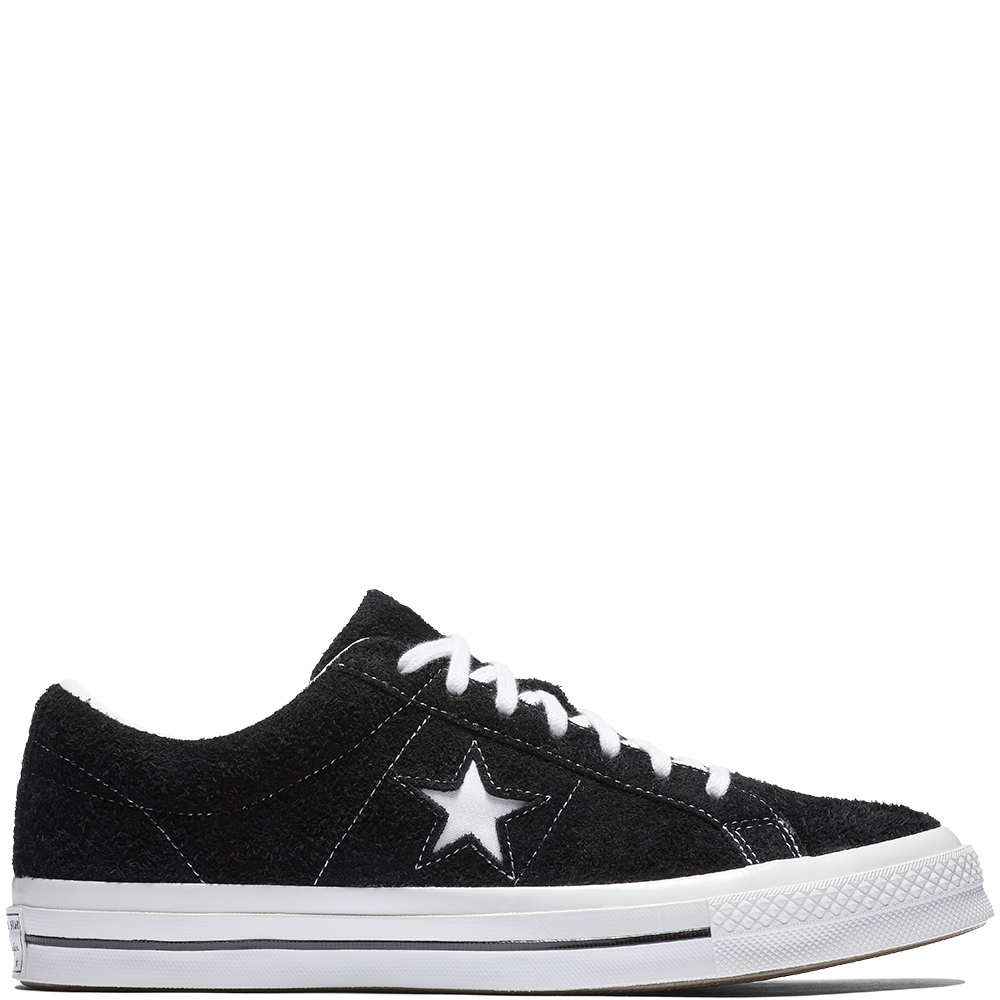
Der Converse One Star
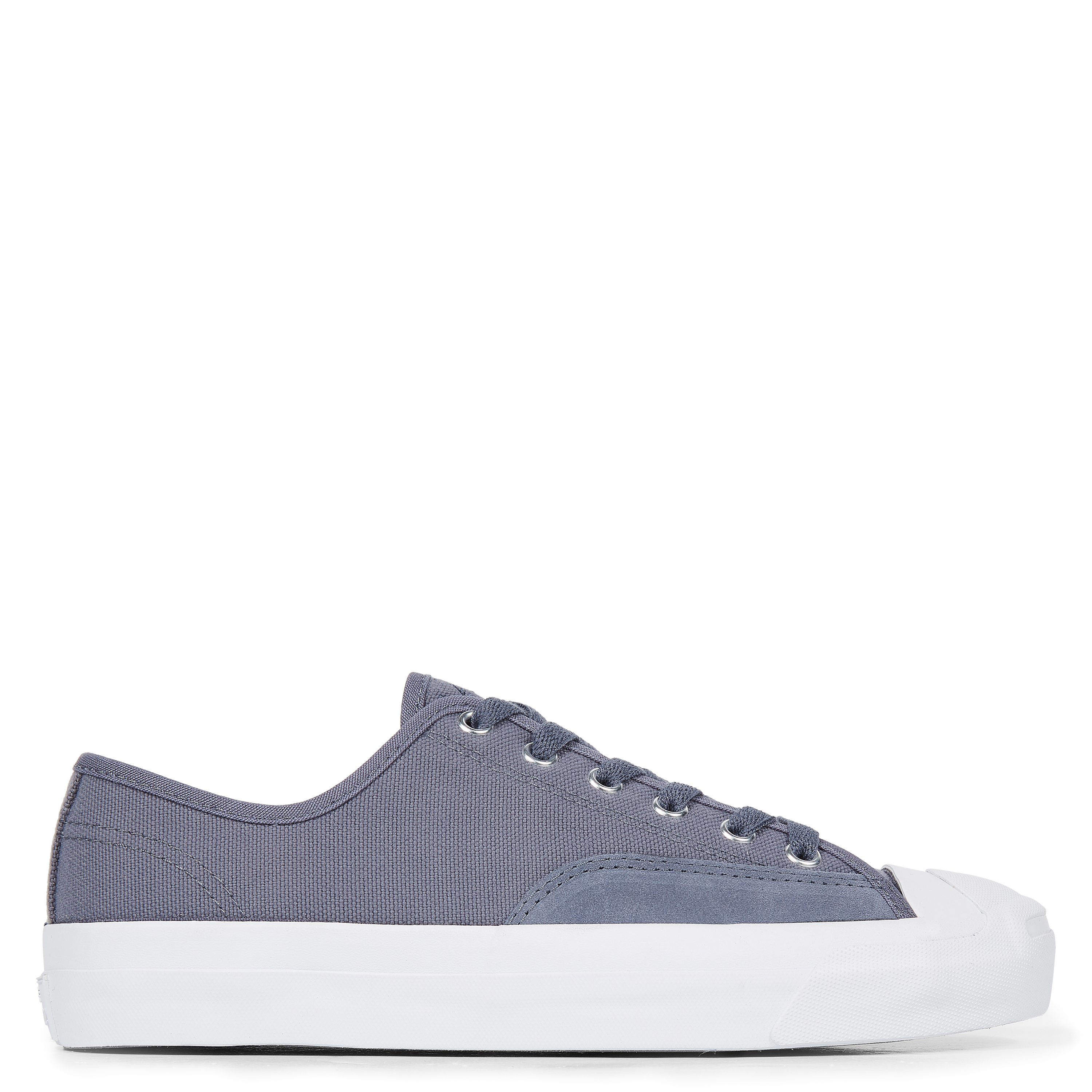
Converse Jack Purcell Sneaker
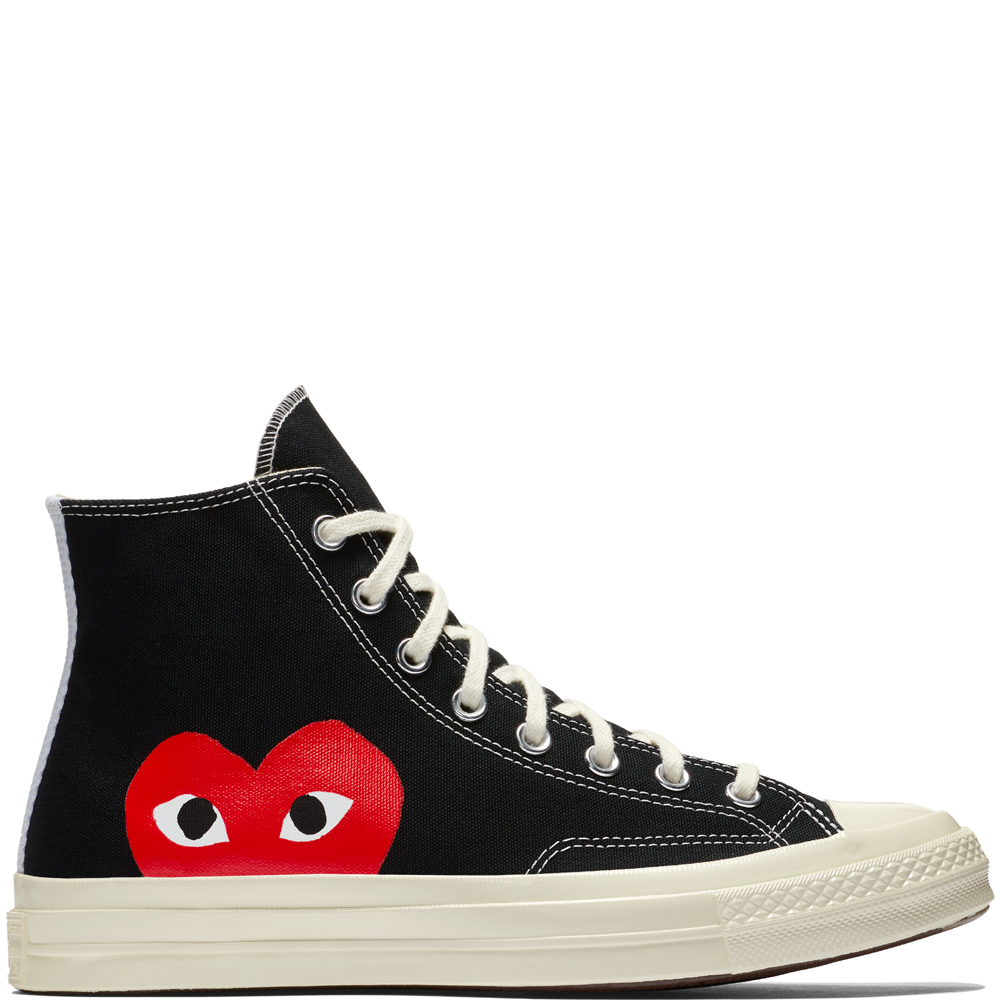
Eine Limitierte Version des Chuck 70s. Er wurde gemeinsam mit Comme des Garçons entworfen.

## Arbeitsbedingungen in Indonesien
Im Juli 2011 berichteten die Medien von Misshandlungen von Arbeitern in Indonesien, die Converse-Schuhe herstellten. Die vorwiegend weiblichen Mitarbeiter verdienten etwa € 0,36 pro Stunde und erklärten, dass Beschwerden über die gewaltsamen Misshandlungen zur Entlassung führten. Converse wurde vom Sportartikelhersteller Nike übernommen, der sich in der Vergangenheit schon öfter ähnlichen Vorwürfen ausgesetzt sah.